# Built to Spill
Built to Spill is een Amerikaanse indierockband. De band werd in 1992 opgericht in Boise door Doug Martsch, Brett Nelson en Ralf Youtz. De band groeide in de jaren 1990 uit tot een van de populairste indierockformaties. Na het succes van There's nothing wrong with love (1994) tekende Built to Spill bij Warner Bros. waar ze een reeks van albums zouden uitgeven.

## Discografie
- Ultimate alternative wavers, 1993
- There's nothing wrong with love, 1994
- Perfect from now on, 1997
- Keep it like a secret, 1999
- Ancient melodies of the future, 2001
- You in reverse, 2006
- There is no enemy, 2009
- Untethered moon, 2015
- Built To Spill plays the songs of Daniel Johnston, 2020